# Budova MANU
Budova Makedonské akademie věd a umění (makedonsky Здание на МАНУ) se nachází ve Skopje, na nároží Bulváru Krste Petkova a nábřeží Dimitara Vlahova. Brutalistickou stavbu navrhl makedonský architekt Boris Čipan a vznikla po rozsáhlém zemětřesení, které roku 1963 poničilo makedonskou metropoli.
Návrh budovy patří k nejznámějším pracím Borise Čipana, a byl za něj oceněn architektonickou medailí Borba. Stavba byla otevřena v roce 1976. Přestože se jednalo o stavbu ve své době velmi moderní, nechal se autor při její tvorbě inspiroval tradiční makedonskou architekturou, což dokládají zkosené střechy. Podle některých potom celá stavba nápadně připomíná klášter sv. Jana Křtitele.